# Салпаусселькя
60°59′54″ пн. ш. 26°28′39″ сх. д. / 60.9983° пн. ш. 26.4775° сх. д.
Салпаусселькя (фін. Salpausselkä) — система кінцево-моренних пасм у південній та південно-східній частинах Фінляндії, що сформувалося під час останнього льодовикового періоду 12 300– 11 250 років тому. Пасма Салпаусселькя прямують паралельно один одному уздовж північних берегів Фінської затоки і Ладозького озера.
Зона кінцевих морен шириною 20-50 км простяглася по території Фінляндії з заходу на північний схід на 600 км. 
У районі міста Лахті пасма височіють на 60-70 м над навколишньою місцевістю, але здебільшого відносна висота пасм становить 20 м.
велика пасмова утворення, залишена після останнього льодовикового періоду на Півдні Фінляндії.

## Загальний опис
Це велике моренне утворення, яке сформувалось у передній частині Балтійського льодовикого озера у період пізнього дріасу близько 12 700–11 500 років тому.
Простяглося від Ханко на сотні кілометрів на схід. Через велику кількість річкових та озерних систем Центральної Фінляндії відоме як Фінське Поозер'я (фін. Järvi-Suomi), вода прямує через декілька руйнацій у пасмах. Річка Вуоксі витікає з озера Саїмаа і прямує в Ладозьке озеро. Звідти вода потім прямує Невою в Фінську затоку обминаючи Салпаусселькя. Річка Кюми-Йоки витікає з озера Пяйянне і прямує у Фінську затоку. Через Поозер'я Саїмаа штучно з'єднано Саїменським каналом з Фінською затокою.
Є також утворення за назвою Другий і Третій Салпаусселькя, які схожі за формою, але менші за розмірами. Вони розташовані на північ від головного Салпаусселькя, і були створені пізніше.

## Географія
Система моренних пасом Салпаусселькя на всьому протязі складається з двох практично паралельних один одному пасом Салпаусселькя I і Салпаусселькя II, а також пасма  Салпаусселькя III, яка представлена порівняно коротким відрізком на південному заході.
Салпауселькя I на заході тягнеться під водами Балтійського моря на десятки кілометрів, при цьому на глибинах понад 40 м пасмо поховано під молодшими морськими осадами . Західна дуга пасма на суші починається на півострові Ханко і тягнеться до Сайраккала в Холлола, де пасмо різко змінює напрямок і починається східна дуга . Далі пасмо тягнеться через Лахті, Коувола, Лаппеенранта і вздовж кордону фінського Озерного краю до Вяртсиля на північ від Ладоги, де пасмо уривається . Салпаусселькя I є майже безперервним пасмом з великими маргінальними дельтами в районі Лахті, Куовала і Лаппеенранта.
Салпаусселькя II прямує паралельно Салпаусселькя I на відстані від 10 до 25 км від острова Йорьо) через мис Бромарв на північний схід до Асіккала на захід від озера Пяйянне, де дуга змінює напрямок. Далі навколо озера Сайма до Кійхтелюсваара. Західна дуга Салпаусселькя II утворена однією, двома або трьома паралельними звичайно-моренними пасмами, складеними гравієм, піском і валунами суглинком і рідкісними вивідними дельтами оз. Східна дуга є майже безперервним пасмом маргінальних дельт.
Салпаусселькя III простежується на островах Утьо і Юрмо в Архіпелаговому морі і далі від острова Чіміту на північний схід до озера Пяйянне в Падасйокі. Вона утворена безперервною звичайно-моренним пасмом і декількома великими маргінальними дельтами.
Крім того, у фінському регіоні Північна Карелія і російській республіка Карелія є ряд звичайно-моренних утворень, відповідність яких конкретним пасмам Салпаусселькя залишається предметом дискусії:
- Моренне пасмо Тууповаара відповідає пізнім стадіям Салпаусселькя I, але, можливо, сформувалося раніше;
- Моренне пасмо Койтера і її продовження на території Росії в районі Сегозеро вважається «продовженням» Салпаусселькя II, але деякі автори ототожнюють її з Салпаусселькя I;
- Моренне пасмо Піелісярві зазвичай вважається продовженням Салпаусселькя III [1].

На території Карелії розташовуються дві протяжні моренні пасма, що продовжують крайові утворення Койтера і Піелісярві: Ругозерське пасмо і пасмо Калевала відповідно. Єдиної думки про їх відповідність стадіями формування Салпаусселькя не досягнуто.

## Будова пасом

Узагальнений поперечний розріз типового для Салпаусселькя дельта-моренного пасма

Пасма Салпаусселькя є складним поєднанням кінцевої морени і флювіогляціальних утворень.
Пасма неоднорідні в плані: ділянки вузьких порівняно невисоких пасом, утворені майже виключно моренними відкладеннями, змінюється типовим для Салпаусселькя пасмом, де флювіогляціальна основа перекрита мореною з внутрішньої сторони (дельта-морени) і, нарешті, маргінальними флювіогляціальними дельтами великої площі або зандрами. Останні часто мають у плані неправильну форму, площа найбільшої з таких дельт, Сайраккала, досягає 40 км². Маргінальні дельти або тераси можуть тягнуться безперервно на десятки кілометрів.
Характер пасом визначається особливостями дольодовикового рельєфу біля кордону льодовика: глибиною басейну перед фронтом льодовика, експозицією схилів по відношенню до нього, наявністю долин під льодовиковим покривом, а також швидкістю руху льодовика в даному районі. У загальному випадку, найрозвиненіші флювіогляціальні форми характерні для ділянок, де глибина прильодовикової водойми на початку формування пасма становила від 40 до 20 м, а схили підстилаючого рельєфу падали в напрямку від фронту льодовика.
Основна форма рельєфу — пасмо, складене флювіоглаціальними пісками і галькою, що зазвичай зазнали гляціотектонічної деформації і перекритими мореною з внутрішньої сторони . При описі пасма виділяють зовнішню (дистальну), центральну і внутрішню (проксимальну) по відношенню до положення кордону льодовикового покриву частини.
Дистальна і центральна частина складені добре промитими і відсортованими флювіогляціальними пісками і галькою (розмір зерен від супіску до гальки і валунів). Морфологічно ці частини є непорушеними послідовностями флювіогляціальних дельт. Її формування відбувалося за рахунок скидання осадового матеріалу що було знесено потоками, прямуючими в підльодовикових тунелях, який відбувався, коли швидкість потоку падала при впадінні в Прильодовикове озеро. У міру накопичення відкладень гирла потоків мігрували уздовж краю льодовика. Після досягнення пасмом що зростає рівня поверхні водойми (якщо накопичення осаду не припинялося раніше) знову надходить осад що переносився поверхневими потоками (русла яких можна спостерігати в сучасному рельєфі) в дистальну частину пасма. Таким чином формувалися конусні зандри і зандрові плато.
У багатьох місцях первісна форма схилів пасом піддалася глибокій зміною під впливом прибережній активності різних стадій розвитку Балтійського моря. У сучасному рельєфі дистальних схилів Салпаусселькя I літоральні обриви і тераси займають домінуюче положення. Крім того, зустрічаються Еолові відклади і закріплені дюни.
Безпосередньо до височин з проксимального боку примикає велика кількість так званих живлячих оз, які є слідами підльодовикових потоків, що забезпечували транспорт осадового матеріалу до фронту льодовика. Крім порівняно невеликих живлячих озов, на території пасом зустрічаються великі протяжні ози, орієнтація яких відповідає напрямку льодовикових потоків. Такі ози можуть перетинати звичайно-моренні пасма і розташовуватися в просторі між ними, але ніколи не перетинають зовнішнє пасмо Салпаусселькя I.

### Пов'язані формації
Поряд з власне пасмами Салпаусселькя виділяють ряд утворень, походження яких пов'язане з утворенням пасом.
В тилу у центральній дуги Салпаусселькя на відстані від 60 до 200 км розташовуються поля друмлінів, орієнтація довгих осей яких перпендикулярно напрямку найближчої ділянки дуги. На північному сході поля друмлінів впритул примикають до пасма.
Крім того, в тилу у Салпаусселькя розташована система оз, напрям яких в цілому перпендикулярно дузі і повторює напрямок льодовикових потоків. На території Озерного краю виділяють 12 основних пасом оз протяжністю в десятки кілометрів.

## Історія формування
Фронт відступаючого льодовика досяг південного узбережжя Фінляндії за сучасними оцінками близько 11100–11000 до н. е...
У плані пасма Салпаусселькя I і Салпаусселькя II (разом з подібними утвореннями на північному сході) утворені трьома дугами, що повторюють обриси льодовикових язиків, які брали участь у їх формуванні: язик Балтійського моря на заході, язик Озерного краю в центрі і Північно-Карельський язик на північному сході. У місцях сполучення льодовикових язиків утворився міжязиковий масив в районі Йоенсуу.
Припускають, що в ході Аллередської осциляції 12740 ± 60 –10800 до н. е. межа відступаючого льодовикового покриву досягла області, що лежить північніше (або в тилу) Салпаусселькя I . У ході похолодання пізнього дріасу ((10800—9500 до н. е.) відбувся наступ льодовика, крайнє положення якого і маркує Салпаусселькя I. Слід зазначити, що амплітуда цього наступу льодовиків була вище в центральній частині льодовикових язиків, де рух льоду відбувався інтенсивніше. Тут вона досягала, за різними оцінками, від 30 до 50  і навіть 80 км. На периферії і краях язиків амплітуда наступу становила від одного до декількох кілометрів.
Пасмо Салпаусселькя I почало формуватися 10260 –10250 до н. е..
Товщина льодовикового покриву в період формування пасма Салпаусселькя I становила від 250 до 500 м на відстані 40 км від фронту льодовика. Поля друмлінів в тилу центральної частини дуг свідчать про швидкий рух льодовика в цих районах і наявності води у підмурівку льодовикового покриву. Вода що танула прискорювала рух льодовикового покриву, особливо під час фінальної фази дегляціації. Вода через мережу тунелів в тілі льодовика надходила до його краю. Положення найбільших підльодовикових тунелів в даний час вказують протяжні послідовності пасом оз в тилу Салпаусселькя. Ці тунелі забезпечували живлення зони Салпаусселькя осадовим матеріалом.
Основна частина пасма Салпаусселькя I формувалася під поверхнею води. Глибина  Балтійського льодовикового озера перед фронтом льодовика становила від 20 до 40 м. Ранні шари центральної та дистальної частини пасма відкладалися в умовах мілководдя. Основна частина опадів відкладалася в умовах другого підйому рівня Балтійського льодовикового озера після спуску в аллереді. Для центральної дуги в період формування Сальпаусселькя I отримані наступні оцінки глибини перед фронтом льодовика: від 0 до 25 м на північ від Лаппеенранта, від 40 до 50 м до схід від Луумякі, від 20 до 40 м від Лахті до Коувола. Найбільша глибина відзначена для регіону на південь від Коувала — від 50 до 80 м. На північ від Лаппеенранта і в районі Лахті відкладення верхніх ярусів дельт внутришньольодовикових потоків відбувалося вже на поверхні Балтійського льодовикового озера. Пасмо формувалося протягом 230–250 років.
Пасмо Салпаусселькя II почало формуватися 9800 до н. е.. Як і у випадку зовнішнього пасма, формування Салпаусселькя II стало можливо завдяки тимчасовому припиненню відступу краю льодовикового покриву або навіть просуванню цієї межі вперед. У період відкладення Салпаусселькя II кількість таких подій розрізнялася у різних льодовикових язиках: одноразово для язика Озерного краю і до трьох разів для язика Балтійського моря на заході, що визначило відмінність в їх морфології.
Формування Салпаусселькя II також відбувалося в умовах озерного басейну. Край льодовика знаходився на суші тільки в районах на північний схід від Іматра і Паріккала. Крім того, у багатьох місцях дельти виростали вище рівня озера. Глибини перед фронтом льодовика становили здебільшого від 0 до 30 м, найбільша глибина, 50 м, була в районі Кюляніемі. На формування пасма знадобилося 180–200 років, воно завершилося 9600 років до н. е...
Припинення активності язика Озерного краю в період формування Салпаусселькя III призвело до того, що це пасмо представлено тільки в південно-західній (власне Салпаусселькя III) і північно-східній (пасмо Піелісярві) дугах . Пасмо Салпаусселькя III сформувалося в голоцены близько 9300 ± 50 до н. е...
Формування пасом відбувалося асинхронно: за деякими оцінками, західна частина пасма почала формуватися на 350 років раніше східної для Салпаусселькя I і на 100 років раніше для Сальпаусселькя II .

## Відмітки рівня Балтійського льодовикового озера
Крайові флювіогляційні утворення на території пасом Салпаусселькя дозволяють визначити положення базису ерозії в момент осадонакопичення, яким для них було Балтійське льодовикове озеро. Для Салпаусселькя виділені наступні позначки рівня:
- BI — найдавніша і найвища лінія, розташована на території Салпаусселькя I.
- BII — лінія розташовується на 5 м нижче BI; формувалася в процесі відступу льодовика від Салпаусселькя I до Салпаусселькя II
- BIII — розташовується на 10 м нижче BI на території Салпаусселькя II[7].

Абсолютна висота відміток залежить від величини ізостатичного підйому території в наступні епохи: лінія BI в районі Лахті знаходиться на висоті 160 м над рівнем моря, а на північ від Ладозького озера — на висоті 95 м .
Коли льодовик відступив на кілька кілометрів від пасма Салпаусселькя II, приблизно 9560 –9590 до н. е. відбувся скид Балтійського льодовикового озера і рівень води в Балтійському басейні опустився на 28 м до рівня YI.
Позначки рівня Балтійського льодовикового озера на території Салпаусселькя зіграли і продовжують відігравати ключову роль у вивченні історії та визначенні хронологічних меж існування цієї водойми.

## Роль пасма в історії внутрішніх вод Фінляндії
Після звільнення території Фінляндії від льодовика пасмо Салпауссельякя грало роль основного вододілу, перешкоджаючи стоку з території, що лежить на північ від пасма, у Фінську затоку. З цієї причини стік майже з усієї території сучасної Фінляндії відбувався в північному та північно-західному напрямку у Ботнічну затоку. І на початок XXI століття пасмо є південно-східним кордоном Озерного краю Фінляндії.
У міру гляціоізостатичного підняття північної Фінляндії росла висота порога стоку в районі озера Котаярві — і приблизно 4100 років до Р. Х. стався прорив пасма на південь від озера Пяйянне, в результаті якого з'явилася річка Кюмійокі. Пізніше аналогічний прорив пасма в районі міста Іматра привів до утворення річки Вуокси. Ці події привели до падіння рівня озер Пяйянне і Сайма на 20 м.
Незважаючи на прориви, пасмо і раніше діє як гребля на поверхневий стік, спрямований на південь. На зовнішній стороні Салпаусселькя на території Фінляндії практично відсутні великі озера.